# Fontein der Drie Gratiën

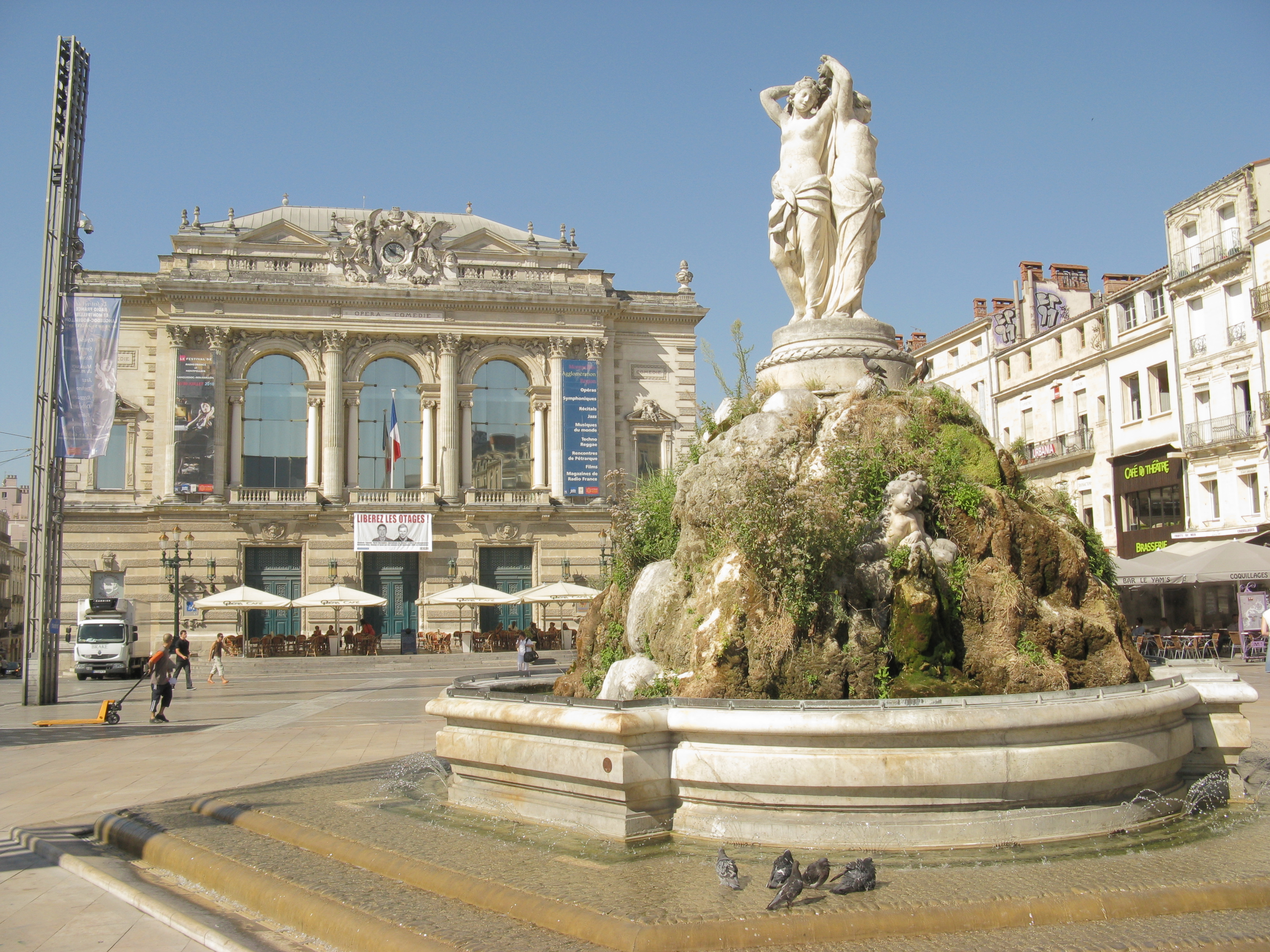
Fontein der Drie Gratiën voor de Opéra Comédie van Montpellier

De Fontein der Drie Gratiën (18e eeuw) staat in Montpellier, hoofdplaats van het Franse departement Hérault, op het grootste plein genaamd Place de la Comédie.

## Historiek
Het stadsbestuur van Montpellier, ten tijde van het ancien régime, wenste een fontein op te richten op de Place de la Canourge. Étienne Dantoine werd uitgekozen als beeldhouwer om de Drie Gratiën of de Drie Chariten uit te beelden (1773). Stadsarchitect Jacques Donnat had de plannen ervan getekend. Dantoine reisde naar Carrara om een marmerblok uit te kiezen. De verbazing in Montpellier was groot toen uit Carrara een grote kist kwam met een zo goed als afgewerkt beeld. In 1776 was Dantoine klaar met het beeld maar de stad weigerde de fontein op te richten. Er ontstond een jarenlange ruzie tussen het stadsbestuur en de beeldhouwer. De stedelingen vonden dat Dantoine te veel geld zou krijgen voor iets wat in Carrara gemaakt was en bovendien lelijk bevonden werd. De rechtbank van Montpellier velde het volgende vonnis: de stad betaalde aan de beeldhouwer een levenslange rente en stortte dus niet ineens de overeengekomen som. Dantoine leefde overigens nog tot in 1809.
Pas in 1783 verrees de fontein der Drie Gratiën op de Place de la Canourge. De Drie Gratiën staan elk met hun rug naar elkaar. In hun handen houden ze guirlandes van rozen vast. In de rotsbasis staan meerdere putti. 
Na de Franse Revolutie, in 1793, werd de fontein verplaatst naar het plein Place de la Comédie. Dit is gelegen voor de Opéra Comédie. Hiervoor moest de stadspoort Porte de Lattes tegen de vlakte. Stedelingen hadden een marmeren plaat losgetrokken van het ruiterstandbeeld van de Zonnekoning. Dit diende als basis van de fontein. Zo troonde het beeld nog hoger uit. 
De fontein kreeg een erkenning als monument historique van Frankrijk in 1963.
In 1989 werd het beeld der Drie Gratiën weggehaald en in de ingang van de Opéra Comedie geplaatst. Ook het oorspronkelijke waterbekken werd in een museum geplaatst. Sindsdien is de fontein der Drie Gratiën uit kopieën van de oorspronkelijke fontein samengesteld; deze materialen zijn beter bestand tegen luchtpollutie. 